# コビトハヤブサ
コビトハヤブサ(学名:Polihierax semitorquatus)とはハヤブサ目ハヤブサ科に分類される鳥類の一種。

## 形態
体長は20cmと小型。翼を広げても翼自体短いので翼幅は約40cmしかない。胸の羽毛が白色で頭頂部と翼の根元が灰色の羽毛で覆われている。背中の羽毛の色がオス・メスで異なっており、オスの背中が灰色、メスの背中が茶色となっている。尾羽は黒白のツートンカラーで飛ぶ際には扇形に広げて飛ぶ。翼は黒地に白の水玉模様となっている。
顔は口と目以外は羽毛で覆われているが、口元と目元が赤または濃いオレンジ色をしている。くちばしはカギ状に鋭く曲がっている。

## 生態
乾燥した草原や木がまばらに生えている半砂漠地帯に生息する。食性は肉食で昆虫やトカゲ、齧歯類を餌とするが非常に攻撃的な性格なため、飛行中の小鳥を攻撃して仕留めることもある。
繁殖期間は地域によって異なりアフリカ北東部は6月～12月、アフリカ南部は8月～3月にかけて一年の間に最大で2回繁殖を行う。巣は自分達で巣作りは行わず、ハタオリドリ科の巣を利用して寄生または共生する。卵は2～4個産卵し、一ヶ月間抱卵する。その間オスは餌を探しに巣外に出るため抱卵はメス一匹だけで行う。一ヶ月後に雛が孵化するがメスは最初に産んだ卵を先に抱卵するため、一斉に孵化することはなく雛鳥たちの成長度合いが異なることがある。卵から孵った雛鳥たちは27～40日ほどで巣立ちするが、巣を出たから更に二ヶ月間は親鳥のそばを離れない。

## 分布
コビトハヤブサはアフリカ大陸２つの地域に分布している。ひとつは南スーダン・エチオピア・ソマリアからタンザニアまでのアフリカ東部の地域。もうひとつはアンゴラから南アフリカまでのアフリカ南部の地域に生息している。